# Quintil
Un quintil est une strophe composée de cinq vers sur deux rimes.

## Au Moyen Âge
À cette époque, il est souvent de structure aabba : on le nomme alors « cinquain » ou « chinquain ». On le trouve également dans les ballades.
Exemple :
Christine de Pisan, Rondeaux, avant 1430.
« Je ne sais comment je dure,

Car mon dolent cœur fond d’ire

Et plaindre n’ose, ni dire

Ma douloureuse aventure.

Ma dolente vie obscure,

Rien, fors la mort ne désire ;

Je ne sais comment je dure.

Et me faut par couverture,

Chanter quand mon cœur soupire

Et faire semblant de rire ;

Mais Dieu sait ce que j’endure ;

Je ne sais comment je dure. »
- embrassé : abba
- croisées : abab
- plates (suivies) : aabb[2].

## Le romantisme
Les romantiques et les parnassiens renouvellent cette forme médiévale par les rimes abaab, grâce auxquelles un déséquilibre se crée qui est comblé au dernier vers. (Notons que ce schéma est déjà employé dans les "Stances à l'Inconstance" d'Estienne Durand, 1611.) Ainsi dans Fantômes de Victor Hugo :

« Hélas ! que j'en ai vu mourir de jeunes filles !

C'est le destin. Il faut une proie au trépas.

Il faut que l'herbe tombe au tranchant des faucilles ;

Il faut que dans le bal les folâtres quadrilles 

         Foulent des roses sous leurs pas. »